# Jan Bernd Nordemann
Jan Bernd Nordemann (* 25. Juli 1965 in Berlin) ist ein deutscher Rechtsanwalt, Fachanwalt für Urheber- und Medienrecht, Fachanwalt für gewerblichen Rechtsschutz und seit 2007 Honorarprofessor an der Humboldt-Universität zu Berlin.

## Leben
Jan Bernd Nordemann wuchs in Berlin-Kladow auf und legte sein Abitur an der dortigen Freiherr-von-Stein-Oberschule ab. Bei der Berliner Bank absolvierte er eine Ausbildung zum Bankkaufmann. Sodann studierte er Jura in Berlin, Göttingen und Cambridge. Er wurde 1995 an der Georg-August-Universität Göttingen promoviert. Zuvor hatte er in England von 1993 bis 1994 an der Cambridge University ein Graduiertenstudium absolviert und mit dem Titel LL.M. (Cantab.) abgeschlossen. Während des Studiums wurde er wie sein Vater und sein älterer Bruder Mitglied des heutigen Corps Frisia Göttingen. Von 1997 bis 2019 arbeitete er als Rechtsanwalt und Partner der Kanzlei Boehmert & Boehmert. Seit Januar 2020 ist Jan Bernd Nordemann nach Abspaltung seines Standorts Rechtsanwalt und Partner bei Nordemann Czychowski & Partner Rechtsanwältinnen und Rechtsanwälte mbB in Potsdam und Berlin. Er gilt als einer der führenden Urheberrechtler und Wettbewerbsrechtler in Deutschland. Seine Kanzlei ist spezialisiert auf das Recht des geistigen Eigentums.
Jan Bernd Nordemann entstammt einer Juristenfamilie. Sein Vater Wilhelm Nordemann war ein bekannter deutscher Urheberrechtler. Sein Bruder Axel und seine Schwester Anke sind in derselben Kanzlei tätig und werden ebenfalls zu den namhaften Juristen im Bereich des geistigen Eigentums gezählt.

## Berufliche Tätigkeit
Die Spezialbereiche von Jan Bernd Nordemann als Rechtsanwalt sind die Beratung und Prozessvertretung im Urheberrecht, Markenrecht, Wettbewerbsrecht, Kartellrecht sowie Presse- und Persönlichkeitsrecht. Als Sachverständiger war er Mitglied der Arbeitsgruppe „Internet“ für die Urheberrechtsnovelle „2. Korbes“ beim Bundesministerium der Justiz, Berlin. Das Europäische Parlament und die Europäische Kommission haben ihn mehrfach als Experten für geistiges Eigentum hinzugezogen, z. B. zur Frage der Haftung von Internetprovidern bei Urheberrechtsverletzungen oder zu Geistigem Eigentum und 3D-Druck. Vom European AI Office wurde er ausgewählt, um im Bereich Urheberrecht am ersten Entwurf des "General-Purpose AI Code of Practice" mitzuwirken. Er ist gewähltes Mitglied der Fachausschüsse für Urheber- und Verlagsrecht sowie für Kartellrecht der Deutschen Vereinigung für gewerblichen Rechtsschutz und Urheberrecht. Seit 2013 ist er juristischer Direktor des Erich-Pommer-Instituts für Medienrecht, Medienwirtschaft und Medienforschung in Potsdam. Von 2011 bis 2021 war er Vorsitzender des internationalen "Copyright Committee" der Internationalen Vereinigung für den Schutz des Geistigen Eigentums (AIPPI); zeitweise gehörte er dem Vorstand der Deutschen Landesgruppe der AIPPI an. 

## Publikationen
Zusammen mit seinem Bruder Axel Nordemann und Christian Czychowski gibt er den als juristisches Standardwerk geltenden Kommentar zum deutschen Urheberrecht „Fromm / Nordemann“ heraus. Er ist auch Co-Autor der Standardwerke „Nordemann, Wettbewerbsrecht – Markenrecht“ und "Ingerl/Rohnke/Nordemann, Markengesetz". Im Handbuch des Urheberrechts und im Kartellrechtskommentar Loewenheim/Meessen/Riesenkampff/Kersting/Meyer-Lindemann war Nordemann als Autor beteiligt. Gemeinsam mit Christian Czychowski und Julian Waiblinger berichtet er in der Neuen Juristischen Wochenschrift im jährlichen Rhythmus über die neuste Entwicklung in Gesetzgebung und Rechtsprechung. Nordemann gehört zum Kreis der regelmäßigen Autoren des Kluwer Copyright Blog, in dem er in englischer Sprache zu aktuellen urheberrechtlichen Themen publiziert.